# Ansgar Puff
Ansgar Puff (ur. 8 stycznia 1956 w Mönchengladbach) – niemiecki duchowny katolicki, biskup pomocniczy Kolonii od 2013.

## Życiorys
Święcenia kapłańskie przyjął 26 czerwca 1987 i został inkardynowany do archidiecezji kolońskiej. Przez wiele lat pracował jako duszpasterz parafialny. W 2012 został przeniesiony do kurii biskupiej, gdzie kierował wydziałem duszpastersko-personalnym.
14 czerwca 2013 papież Franciszek mianował go biskupem pomocniczym archidiecezji kolońskiej ze stolicą tytularną Gordus. Sakry biskupiej udzielił mu 21 września 2013 arcybiskup metropolita koloński - kardynał Joachim Meisner.